# Albert Keck
Albert Keck (* 4. August 1930 in Saarbrücken; † Ende Juni 1990) war ein deutscher Fußballspieler. Der Verteidiger des 1. FC Saarbrücken absolvierte von 1951 bis 1961 in der damals erstklassigen Fußball-Oberliga Südwest 222 Pflichtspiele (sechs Tore) für die Blau-Schwarzen aus dem Stadtteil Malstatt. In den Jahren 1952 und 1961 gehörte der Defensivspieler den Meisterteams des FCS an und absolvierte von 1953 bis 1956 zehn Länderspiele in der saarländischen Fußballnationalmannschaft.

## Karriere

### Verein, 1951 bis 1961
„Däumling“ Albert „Abbes“ Keck war zuerst Jugend- dann Amateurspieler beim 1. FC Saarbrücken, ehe er ab der Saison 1951/52 – nach drei Jahren Pause hatten der DFB und der Saarländische Fußballbund (SFB) bei der FIFA die Rückkehr des FCS und Borussia Neunkirchens in die Oberliga erreicht – der Ligaelf unter Trainer Gustl Jordan angehörte. Das Stammverteidigerpaar bildeten Franz Immig und Theo Puff. „Abbes“ Keck stand dagegen immer auf dem Sprung für die Verteidigung aber auch im Sturm, wo er in mehreren Spielen auf dem linken Flügel stürmte; darunter auch sein Einsatz am 17. Februar 1952 auf dem Betzenberg bei der 1:3-Niederlage gegen die „Walter-Elf“, womit der Deutsche Meister des Jahres 1951 aber nicht mehr den Vorsprung der Blau-Schwarzen in der Tabellenführung egalisieren konnten. Mit sechs Punkten Vorsprung vor TuS Neuendorf und gar neun Punkten vor den „Roten Teufeln“ feierte der 1. FC Saarbrücken die Meisterschaft in der Oberliga Südwest. In der erfolgreichen Endrunde um die deutsche Meisterschaft – der FCS scheiterte erst im Finale mit 2:3 Toren am VfB Stuttgart – kam Keck aber nicht zum Einsatz. Ab seinem zweiten Ligajahr, 1952/53, bildete er als Nachfolger von Immig mit Puff das Verteidigerpaar der Elf aus Malstatt. Trotz der erfolgreichen Torschützen Herbert Binkert (22 Tore) und Herbert Martin (21 Tore) glückte die Titelverteidigung im Südwesten nicht. Fritz Walter führte seine Mannschaft überlegen zur Meisterschaft und überfuhr den FCS nach in der Hinrunde mit 2:1 Toren gewonnenem Heimspiel in der Rückrunde am 25. Januar 1953 gar mit 9:0. Das bewährte Schlusstrio um Torhüter Erwin Strempel und das Verteidigerpaar Keck – Puff war dabei genauso machtlos wie das Stürmerduo Binkert – Martin. Die überraschende 2:3-Niederlage am vorletzten Rundenspieltag beim FV Speyer nach einer 2:0-Führung, verhinderte gegen das punktgleiche Neuendorf auch noch die Vizemeisterschaft. Nach zwei weiteren dritten Rängen in den Runden 1954/55 und 1955/56 zog Keck mit Saarbrücken 1957 als Südwestvizemeister wieder in die Endrunde um die deutsche Meisterschaft ein.
Zuvor waren Keck und Kollegen in der Serie 1955/56 als Saarvertreter im Europapokal der Landesmeister aufgelaufen. Am 1. November 1955 gewannen sie sensationell mit 4:3 Toren beim AC Mailand. Im Rückspiel am 23. November setzten sich aber die Mannen um Cesare Maldini, Nils Liedholm, Gunnar Nordahl und Juan Schiaffino mit 4:1 Toren durch und damit waren die europäischen Auftritte für Keck und seine Mannschaftskameraden beendet.
Die drei Endrundenspiele im Juni 1957 gegen den Hamburger SV (1:2), Duisburger Spiel-Verein (1:3) und den 1. FC Nürnberg (2:2) verliefen aber nicht erfolgreich. Genau so erging es Keck am Ende seiner Karriere beim FCS, als er nach dem Meisterschaftsgewinn 1960/61 mit seinem Verein unter Trainer Jenő Csaknády in der Endrunde wiederum mit 4:8 Punkten gegen die Konkurrenten Borussia Dortmund, Eintracht Frankfurt und den Hamburger SV den letzten Platz in den Gruppenspielen um die deutsche Meisterschaft belegte.
Ab der Saison 1957/58 verteidigte an seiner Seite der kompromisslose, dabei aber faire linke Verteidiger Erich Rohe; ab 1959 waren Werner Hesse als Mittelläufer und Abwehrchef und Heinz Vollmar im Angriff als torgefährlicher Stürmer in der Ligaformation der Elf aus dem Ludwigsparkstadion neu dazugekommen.
Insgesamt wird Keck von 1951 bis 1961 mit 222 Oberligaeinsätzen (sechs Tore) und acht Spielen in der Endrunde um die deutsche Meisterschaft geführt. Im Sommer 1961 beendete Keck seine höherklassige Spielerlaufbahn.

### Auswahlspieler
Unter dem späteren Bundestrainer Helmut Schön kam Keck von 1953 bis 1956 in zehn Länderspielen in der saarländischen Fußballnationalmannschaft zum Einsatz. Er debütierte am 24. Juni 1953 in Oslo beim WM-Qualifikationsspiel gegen Norwegen in der Saarnationalmannschaft. Überraschend gewann die SFB-Auswahl das Spiel mit 3:2 Toren. Zwei Monate später musste sich die Herberger-Elf in Oslo mit einem 1:1-Remis begnügen. Sein zweiter Einsatz war das Qualifikationsrückspiel am 28. März 1954 in Saarbrücken gegen Deutschland. Bei der 1:3-Niederlage verteidigte er zusammen mit Nikolaus Biewer gegen die DFB-Flügelstürmer Helmut Rahn und Hans Schäfer. Keck gehörte auch der Saarelf an, die mit dem Länderspiel am 6. Juni 1956 in Amsterdam, mit einer 2:3-Niederlage die Ära der offiziellen Länderspiele des Saarlandes beendeten.
Drei Monate später, der SFB gehörte wieder als Landesverband dem DFB an, debütierte Keck beim Länderspiel in Moskau gegen die Sowjetunion in der deutschen B-Nationalmannschaft. Neben Mitspielern wie Torhüter Heinz Kubsch, Verteidigerkollege Georg Stollenwerk, der Läuferreihe mit Robert Schlienz, Werner Hesse und Herbert Dörner konnte er aber nicht die 1:3-Niederlage verhindern. Es folgten noch vier weitere B-Länderspiele gegen die Schweiz (2:1), Österreich (4:0), Niederlande (3:3) und am 1. Mai 1958 eine sensationelle 1:4-Niederlage gegen Luxemburg. Mitte April 1958 war Keck vom DFB noch in der 40-köpfigen Liste der möglichen WM-Teilnehmer als linker Verteidiger neben Erich Juskowiak, Karl-Heinz Schnellinger und Karl Schmidt an die FIFA gemeldet worden.
In der Rangliste des deutschen Fußballs der Sportzeitschrift Kicker-Sportmagazin wird Keck im Winter 1956/57 für das zweite Halbjahr 1956 und Sommer 1957 für das erste Halbjahr 1957 jeweils in der Rubrik „Im weiteren Kreis der Nationalelf“ neben Spielern wie Willi Gerdau, Hermann Höfer, Josef Posipal, Werner Hesse, Georg Stollenwerk, Hans Weskamp, Karl Schmidt, Herbert Erhardt, Herbert Sandmann, Karl-Heinz Schnellinger und Walter Zastrau aufgeführt.